# Philippe Besson (Regisseur)
Philippe Besson (* 30. September 1962 in Berlin) ist ein deutscher Regisseur. Er ist der Halbbruder von Katharina Thalbach,  Pierre Besson und Madeleine Besson und der Sohn von Benno Besson.

## Werdegang
Nach seiner Ausbildung zum Matrosen der Binnenschifffahrt übernahm er 1986 eine Hospitanz am Wiener Burgtheater. Es folgte eine weitere am Schauspielhaus Zürich sowie an der Comédie de Genève. Zwischen 1989 und 1992 war er Regieassistent am Schauspielhaus Zürich und ab 1994 bis 1996 Oberspielleiter am Ulmer Theater. Zwischen 1996 und 1999 arbeitete er als freier Regisseur. 1999 übernahm er die Leitung der Kinder- und Jugendtheatersparte am Hans Otto Theater in Potsdam. Ab der Spielzeit 2007/2008 arbeitete er wieder als freier Regisseur. Von 2009 bis 2011 war er Oberspielleiter am Theater Junge Generation in Dresden. Seit 2011 freier Regisseur.

## Inszenierungen (Auswahl)
- 1992 Der Junge im Bus am Salzburger Landestheater
- 1993 Der eingebildete Kranke von Molière am Salzburger Landestheater, Tartüff von Molière, sowie Theater im Grünen von Coline Serreau als deutsche Erstaufführung
- 1997 Pterodactylus von Nicky Silver, Dame Kobold von Pedro Calderón de la Barca beide am Staatstheater Schwerin
- 1999 Urfaust in türkischer Sprache am Staatstheater Istanbul zusammen mit dem Goetheinstitut

Inszenierungen am Hans Otto Theater:
- 2000/2001 Das besondere Leben der Hilletje Jans von Ad de Bont und Allan Zipson, Harmonika hin – Liebe her als Uraufführung von Katharina Schlender, Frühlings Erwachen von Frank Wedekind
- 2001/2002 The Rocky Horror Show von Richard O’Brien, Der gewissenlose Mörder Hasse Karlsson... von Henning Mankell, Woyzeck von Georg Büchner
- 2002/2003 Hotel Sibirien von Roel Adam
- 2003/2004 Der eingebildete Kranke von Molière und Port von Simon Stephens
- 2005/2006 About a Band von Nick Wood als Uraufführung
- 2006/2007 Rapunzel von Katharina Schlender, Wir alle für immer zusammen von Guus Kuijer

## Preise und Auszeichnungen
Das Stück Wir alle für immer zusammen wurde zum Deutschen Kinder- und Jugendtheatertreffen 2007 eingeladen. Hierfür erhielt Philippe Besson eine Nominierung für FAUST 2007 in der Kategorie Beste Regie Kinder- und Jugendtheater.